# 恐惧状态
《恐懼之邦》（英語：State of Fear），中國譯名《恐懼狀態》，是美國暢銷書作家麥可·克萊頓出版於2004年的一部小說。該小說由哈潑·柯林斯出版社於12月7日出版。這部小說與克萊頓以前的多部小說一樣屬於「科技驚悚小說」，是關於環保恐怖份子意圖破壞地球的故事。這部小說包含大量與氣候變遷有關的圖表和注釋，另外還有兩項附錄和20頁的參考書目。
克萊頓在書尾附上一篇自己對全球氣候變遷的觀點，申明全球变暖的部分原因是人類，但是主張氣候變遷的損害與否仍屬未知。他警告拿全球暖化為科學議題作泛政治化爭論的兩邊人馬，並以20世紀初期的優生學為例，舉出當偽科學和良善用意結合，所導致的災難性結果。最後他以贊成荒野保護，和對地球環境作全方位的持續研究作為結束。
這部小說首刷150萬冊，出版後即成為暢銷書，連續18周居於《紐約時報》暢銷書排行榜前20名，一度高居亞馬遜書店暢銷書排行榜第一名。
這部小說的標題意涵，引申自政治、法律和媒體系統誘導普羅大眾進行歇斯底理的恐懼，以便長久保有權力。

## 小说情节及主題

### 小说情节
小说主要描述了一位热心环保的亿万富翁和他的男律师及女助理三人，配合一位为政府工作的科学家和他的尼泊尔助手分别在南极，美国西部的国家公园和所罗门群岛阻止环保恐怖分子发动的袭击。环保恐怖分子利用高科技手段试图改变天气，甚至不惜造成大量人员伤亡，用以证明全球变暖和气候突变，威胁全世界接受他们的激进主张，使人们生活在假想的恐懼國之中。

### 作品主題
主角彼得‧艾文斯，環保律師。艾文斯貫穿全場，一而再地阻撓所屬激進環保團體所進行的恐怖活動，期間艾文斯對全球变暖的觀點不時受到其他角色的挑戰。
克萊頓這部小說的次要課題，也可以說是更重要的主題，則迷失於這部小說異於一般大眾的全球变暖觀點中。小說後半段，克萊頓藉著一名小角色引出他的看法，現代政府、傳播媒體和募款機構利用恐懼控制人民的意見，從中獲取選票、收視率與各項捐款。包括用矽膠隆乳會生病和電線致癌在內，都是一連串使用非科學手法驗證威脅的例子，而目前全球变暖的討論，不過是其中新的一環。這就是小說標題所暗示的恐懼之邦。
角色把這種結果歸咎於政客、經理人和傳播媒體的相互作用，因為使普羅大眾產生恐懼對其有利。克萊頓將荒謬的恐懼之邦跟合理的本利分析並列。例如他指出DDT因為含有未經證實的致癌物質遭到排擠，取而代之的卻是導致操作者死亡的化學藥品，因為替代品對人體更具毒性，拿來殺蚊子卻成效不彰，上百萬第三世界人民因此死於瘧疾。
其它的例子還有因為恐懼臭氧層遭到破壞，禁止使用二氯二氟代甲烷這種低價冷卻劑，結果上百萬人因為沒有便宜冰箱，食物容易腐敗而死於食物中毒。（然而氟氯化合物主要是用在汽車冷氣上，這項禁令是否餓死人是有爭議的）

## 作品評論
這部小說受到科學家跟環保人士強烈的抨擊，指稱內容錯誤連篇。不過，這部小說因為對全球变暖的懷疑論者和環保反對者採取公平理性的態度而受到讚揚。
儘管只是虛構的故事，這部小說還是獲得了2006年美國石油地質學家協會的新聞獎。AAPG公關長賴瑞‧納遜（Larry Nation）向《紐約時報》表示，「這部作品雖然是小說，但是寫的完全是實情。」這項獎項被批評是石油業者對這部小說的政治升級，模糊了小說和新聞寫作間的界線。經過內部討論後，AAPG將這項獎項改名為「地球科學媒體」（Geosciences in the Media）獎。
在氣象學者傑佛瑞‧馬斯特（Jeffrey Masters）的評論中指出：
|  | 書中對全球变暖科學的描述錯誤百出、誤人子弟，包括那些北極海冰層變薄、陸基溫度測量法對都市熱島效應的修正數字，和衛星測量法跟地面測量法在地球上的差異。 我幫讀者省去那些旁枝末節吧。從正面看，克萊頓強調的事實中比較正確的是，過去幾十年，世界越來越熱的當口，南極洲卻越來越冷。根據政府間氣候變化專門委員會（Intergovernmental Panel on Climate Change，IPCC），南極冰原未來百年預期會劇烈變厚。（雖然最近NASA的新發現，使這項結果存疑）此外克萊頓正確指出了大西洋在過去數十年間，颶風活動確實沒有增加。（但是2004年有4個颶風侵襲佛羅里達州是不可爭的事實） |

上文的參考文獻作者彼得‧杜蘭在2002年1月為自然雜誌撰寫報告，報導了部份南極洲地區在1986年到2000年之間變冷，他在2006年7月27日《紐約時報》發表他的部份看法，他宣稱，「我們的研究結果被麥可·克萊頓的小說《恐懼之邦》濫用來作為對抗全球变暖的證據。」

## 其它
- 佛烈德‧巴恩斯（Fred Barnes）在《領袖角色的背叛》（Rebel-in-Chief: Inside the Bold and Controversial Presidency of George W. Bush）一書中宣稱喬治布希「迫不及待的讀著麥可·克萊頓的《恐懼之邦》，在這部小說裡，惡棍扭曲科學研究，以控制全球变暖為殘酷的步調正當化...2005年年初，政治顧問卡爾·羅夫安排克萊頓到白宮覲見小布希。他們談了一個鐘頭，相談甚歡。這次拜訪政府完全不怕冒犯到環保人士。」